# Rhopalovalva
Rhopalovalva es un género de polillas tortrícidas perteneciente a la tribu Eucosmini, de la subfamilia Olethreutinae, orden Lepidoptera. Fue descrito por Kuznetzov en 1964.

## Especies
- Rhopalovalva amabilis Oku, 1974
- Rhopalovalva connata Zhang y Li, 2017[5]
- Rhopalovalva exartemana (Kennel, 1901)
- Rhopalovalva grapholitana (Caradja, 1916)
- Rhopalovalva lascivana (Christoph, 1882)
- Rhopalovalva macrocuculla Zhang y Li, 2017[5]
- Rhopalovalva moriutii Oku, 2005
- Rhopalovalva orbiculata Zhang y Li, 2004
- Rhopalovalva ovata Zhang y Li, 2004
- Rhopalovalva pulchra (Butler, 1879)
- Rhopalovalva rhombea Zhang y Li, 2010[6]
- Rhopalovalva triangulata Zhang y Li, 2010[6]